# IC 5122
IC 5122 — галактика типу S0 (спіральна галактика) у сузір'ї Козоріг.
Цей об'єкт міститься в оригінальній редакції індексного каталогу.